# Pandanus cumingianus
Pandanus cumingianus är en enhjärtbladig växtart som beskrevs av Ugolino Martelli. Pandanus cumingianus ingår i släktet Pandanus och familjen Pandanaceae. Inga underarter finns listade.